# بلور

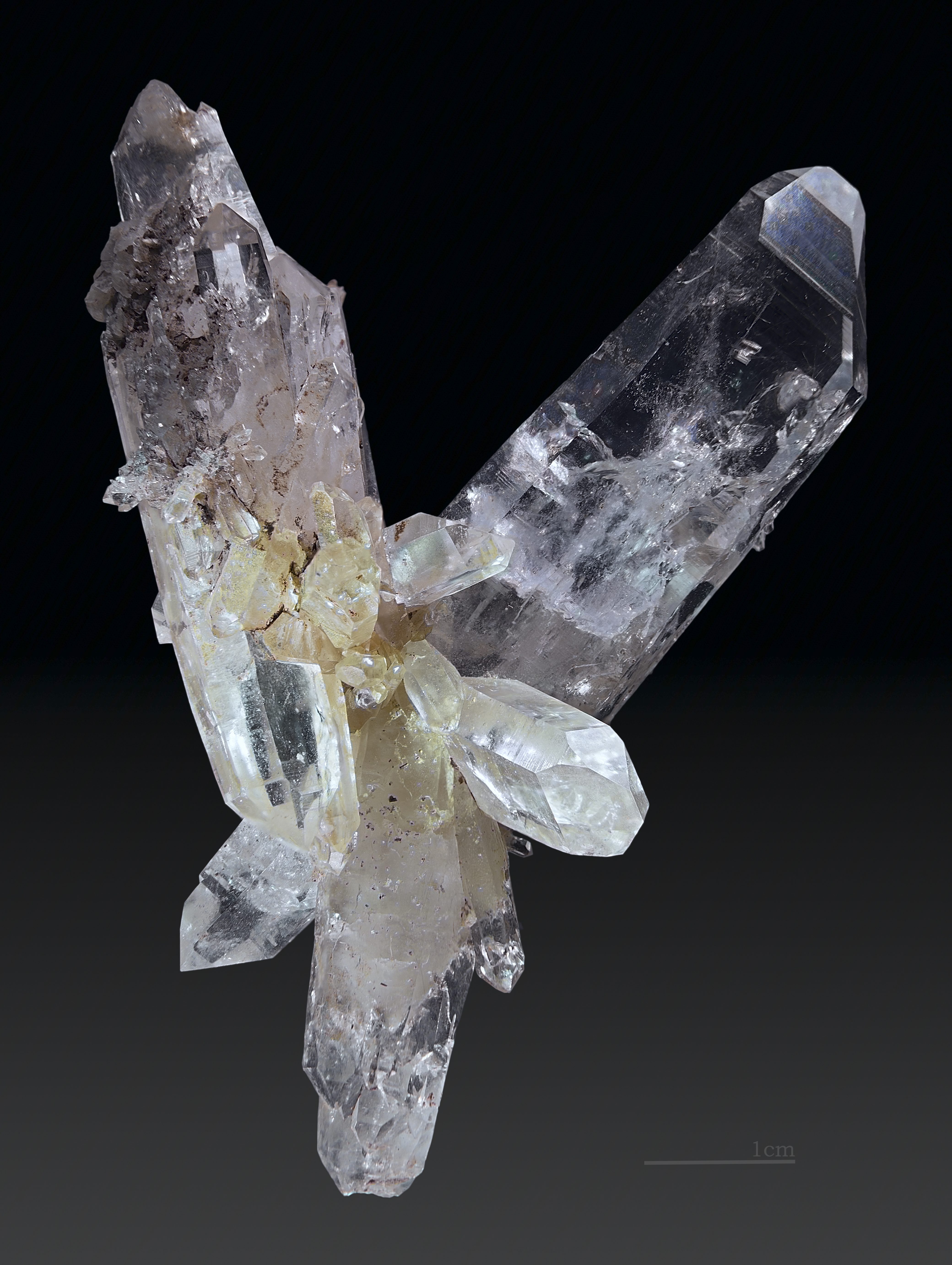
بلور

بلور یا کریستال (به فرانسوی: Cristal) به مواد معدنی جامدی گویند که اجزای سازندهٔ آن‌ها (مولکول، اتم یا یونها) در سه جهت فضایی به صورت منظمی کنار هم قرار گرفته باشند یا دارای نظم بلورشناسی باشند. ساختارهای بلورین نظمِ بلند-دامنه داشته و می‌توانند خواص همسانگرد یا ناهمسانگرد داشته باشند.

## ریشهٔ واژه
واژهٔ کریستال ریشهٔ یونانی دارد و به معنی «منجمد شده در اثر سرما» است. یونانی‌ها کریستال را برای اشاره به دُر کوهی به کار می‌بردند. آنها اعتقاد داشتند که اگر آب مدتی در دماهای بسیار پایین نگه‌داشته شود، به حالتی در می‌آید که در دماهای بالا پایدار است. «بلور» نیز واژه‌ای‌ست پارسی، همریشه با واژه «برلیس» (βήρυλλος) یونانی (به معنای زمرد و زبرجد) است.

## تاریخچه
اولین ارجاع به آرایش منظم ذرات سازندهٔ بلورها در آثار ستاره‌شناس مشهور ج. کپلر (۱۶۱۹) و رابرت هوک (۱۶۶۵) کاشف میکروسکوپ یافت می‌شود. مدتی بعد دانشمند مشهور کریستین هوگنز (۱۶۹۰) خواص نوری کریستال‌های کلسیت (CaCO۳) را بررسی کرده و فرضیه‌ای را ارائه کرد که کریستال‌ها از ذرات بسیار کوچکی با شکل مشخص ساخته شده‌اند.
پس از آن م.و. اومونوسوف (۱۷۶۵–۱۷۱۱) تئوری ذره‌ای ساختار مواد را کامل کرد. او فرض کرد که ذرات شکل کروی داشته باشند.

## بلورهای همسانگرد و ناهمسانگرد
به بلورهایی که ضریب شکست آن در هر سه راستای بلوری آن یکسان باشد، بلورهای همسانگرد می‌گویند.
در مقابل بلورهایی که در یک یا دو یا سه راستای خود ضریب شکست متفاوتی داشته باشند بلورهای ناهمسانگرد می گویند.

## روش‌های تبلور و رشد بلور
روش‌های مختلفی برای تبلور و رشد بلور وجود دارند که در میان رایج‌ترین آنها می‌توان به روش‌های زیر اشاره کرد:
1. روش‌های فاز بخار
  - رسوب شیمیایی بخار (‎CVD)‏ ∗
  - رسوب فیزیکی بخار (‎PVD)‏ ∗
2. روش‌های بر پایه محلول
  - استفاده از ضد محلولها ∗
  - کم کردن دما و رساندن محلول به حالت ابر سیر شده
  - انجماد حلال و جدا کردن رسوبات ∗
  - کلوخه‌کردن و استفاده از دستگاه مرکزگریز (سانتریفوژ)

## وقوع در طبیعت
صخره
از نظر حجم و وزن، بیشترین مقدار بلورها در کره زمین، بخشی از سنگ بستر جامد آن است. بلورهای موجود در سنگ‌ها به‌طور معمول در محدوده اندازه‌ای کسری از میلی‌متر تا چند سانتی‌متر هستند، گرچه گاهی بلورهای بزرگی نیز پیدا می‌شوند. از سال 1999، بزرگترین بلور طبیعی شناخته شده جهان، بلوری از گوشنیت از مالاکیالینا، ماداگاسکار، با 18 متر طول (59 فوت) و 3.5 متر (11 فوت) قطر و وزن آن 380،000 کیلوگرم (840،000 پوند) است.
برخی از بلورها بوسیله فرایندهای ماگمایی و دگرگونی شکل گرفته‌اند و منشأ توده‌های بزرگی از سنگ بلورین هستند. اکثر سنگ‌های آذرین از ماگمای مذاب، شکل گرفته‌اند و درجه تبلور، اساساً به شرایطی بستگی دارد که آن‌ها در آن جامد می‎شوند. سنگ‌هایی مانند گرانیت، که بسیار آرام و تحت فشارهای بسیار بالا سرد شده‌اند، کاملاً متبلور شده‌اند اما بسیاری از انواع گدازه‌ها روی سطح ریخته می‌شوند و خیلی سریع سرد می‌شوند و در این گروه دوم مقدار کمی از ماده آمورف یا شیشه‌ای، رایج است. سایر سنگ‌های بلوری، سنگ‌های دگرگونی مانند سنگ مرمر، میکا-شیست‌ها و کوارتزیت‌ها، مجدداً متبلور می‌شوند. این بدان معناست که در ابتدا آن‌ها سنگ‌های تکه تکه مانند سنگ آهک، شیل و ماسه‌سنگ بوده‌اند و هرگز در حالت مذاب و به‌طور کامل در محلول قرار نگرفته‌اند اما درجه حرارت بالا و شرایط فشار دگرگونی با پاک‌کردن ساختارهای اصلی آن‌ها و القای تبلور مجدد در حالت جامد آن‌ها، روی آن‌ها عمل کرده است.
سایر بلورهای سنگی از ته‌نشینی مایعات، معمولاً آب، برای تشکیل دروز (پوششی از بلورهای ریز روی سطح سنگ) یا رگه‌های کوارتز شکل گرفته‌اند. تبخیری‌هایی مانند هالیت (معدنی)، سنگ گچ و برخی از سنگ آهک‌ها از محلول آبی رسوب شده‌اند که بیشتر به دلیل تبخیر در آب و هوای خشک است.

## یخ
یخ‌های بر پایه آب به شکل برف، یخ دریا و یخچال‌های طبیعی ساختارهای بلوری/چندبلوری (پلی کریستال) متداول در کره زمین و سایر سیارات هستند. یک بلور برف تنها یک کریستال یا مجموعه‌ای از بلورها است، در حالی که یک تکه یخ، چندبلور است.

## بلورهای اندام‌زائی
بسیاری از اُرگانیسم‌های زنده قادر به تولید بلور هستند، به عنوان مثال کلسیت و آراگونیت در مورد بیشتر نرم‌تنان یا هیدروکسی آپاتیت در مورد مهره‌داران.

## نگارخانه

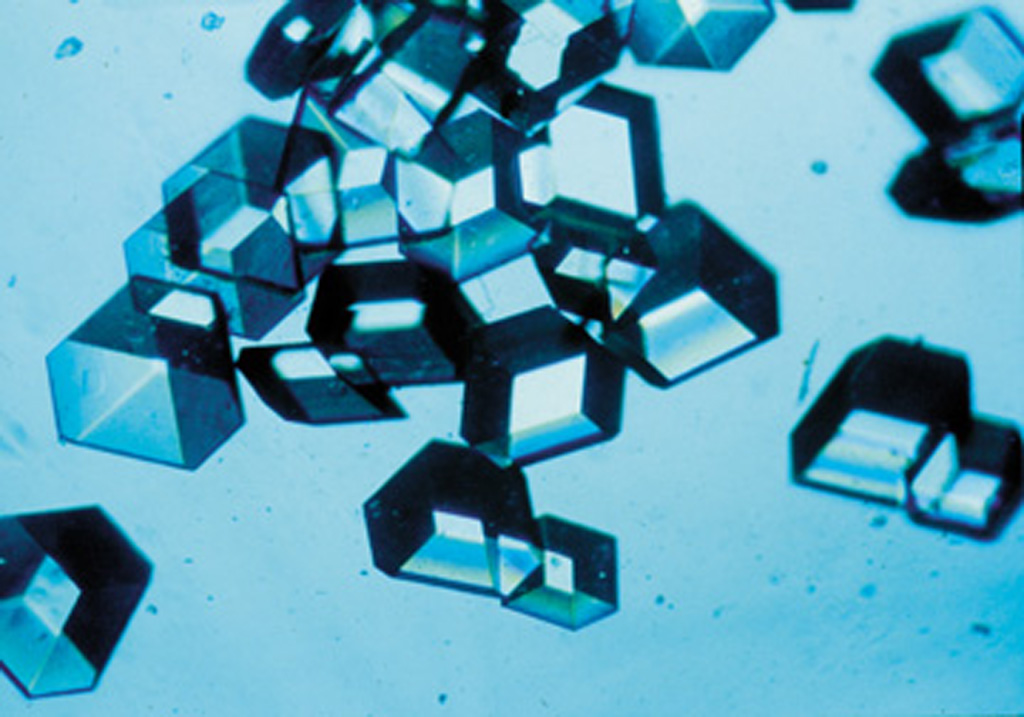
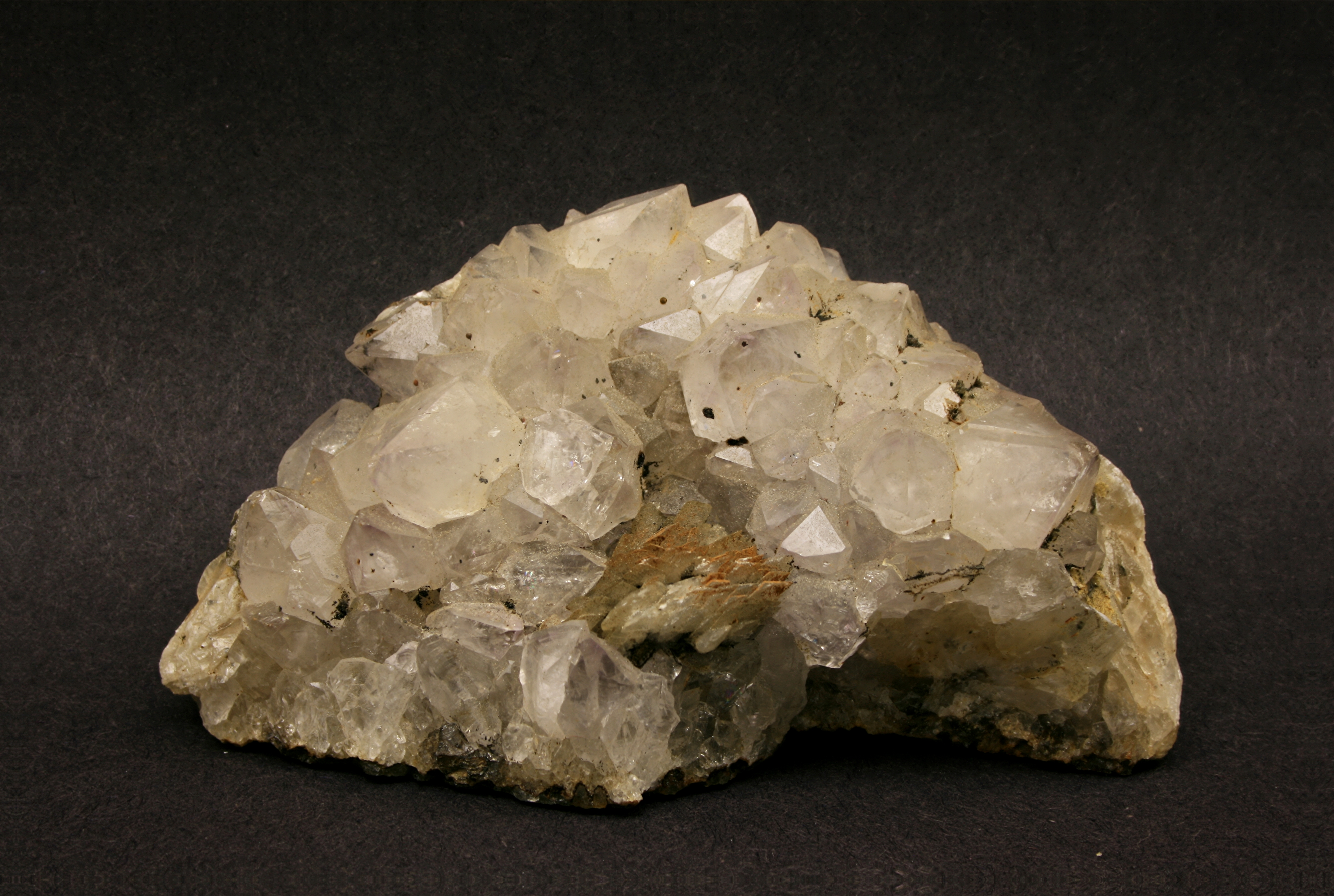
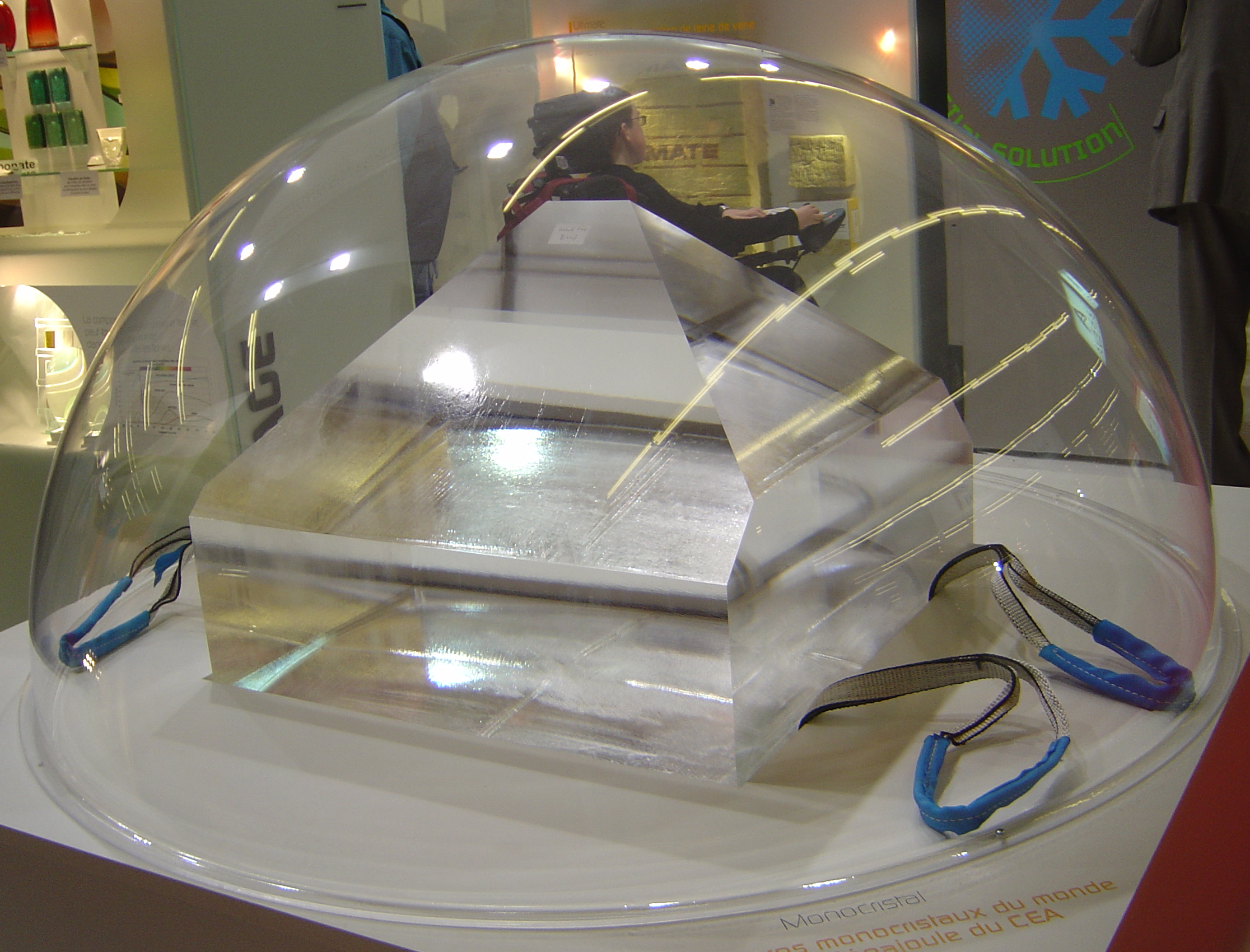
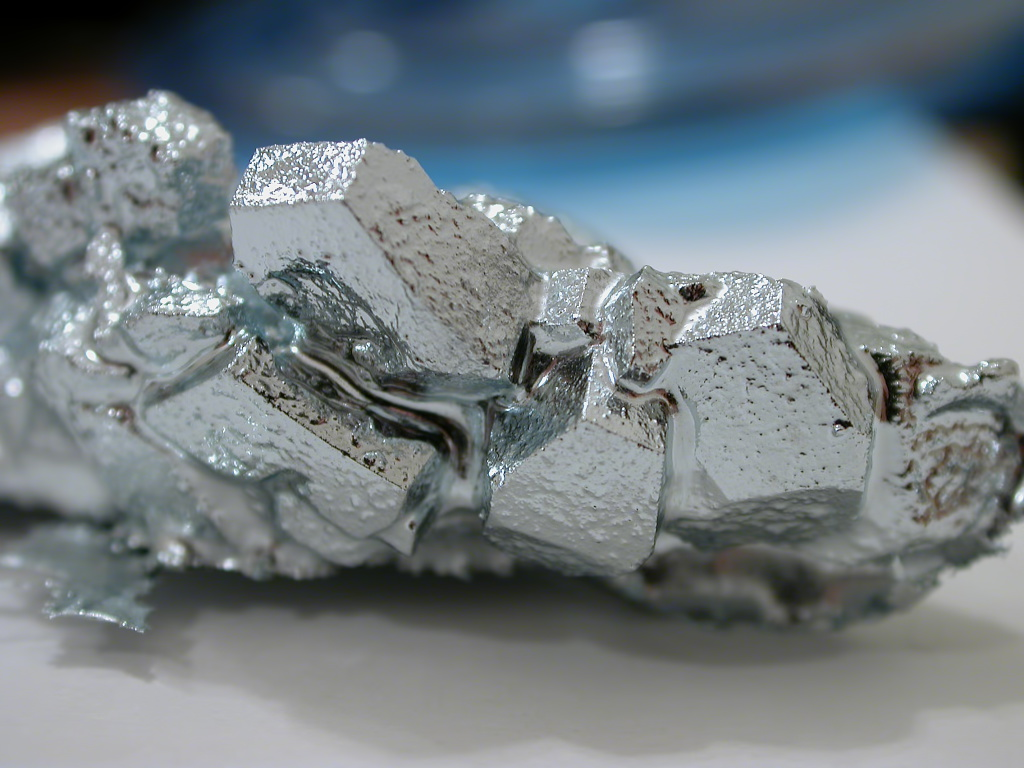
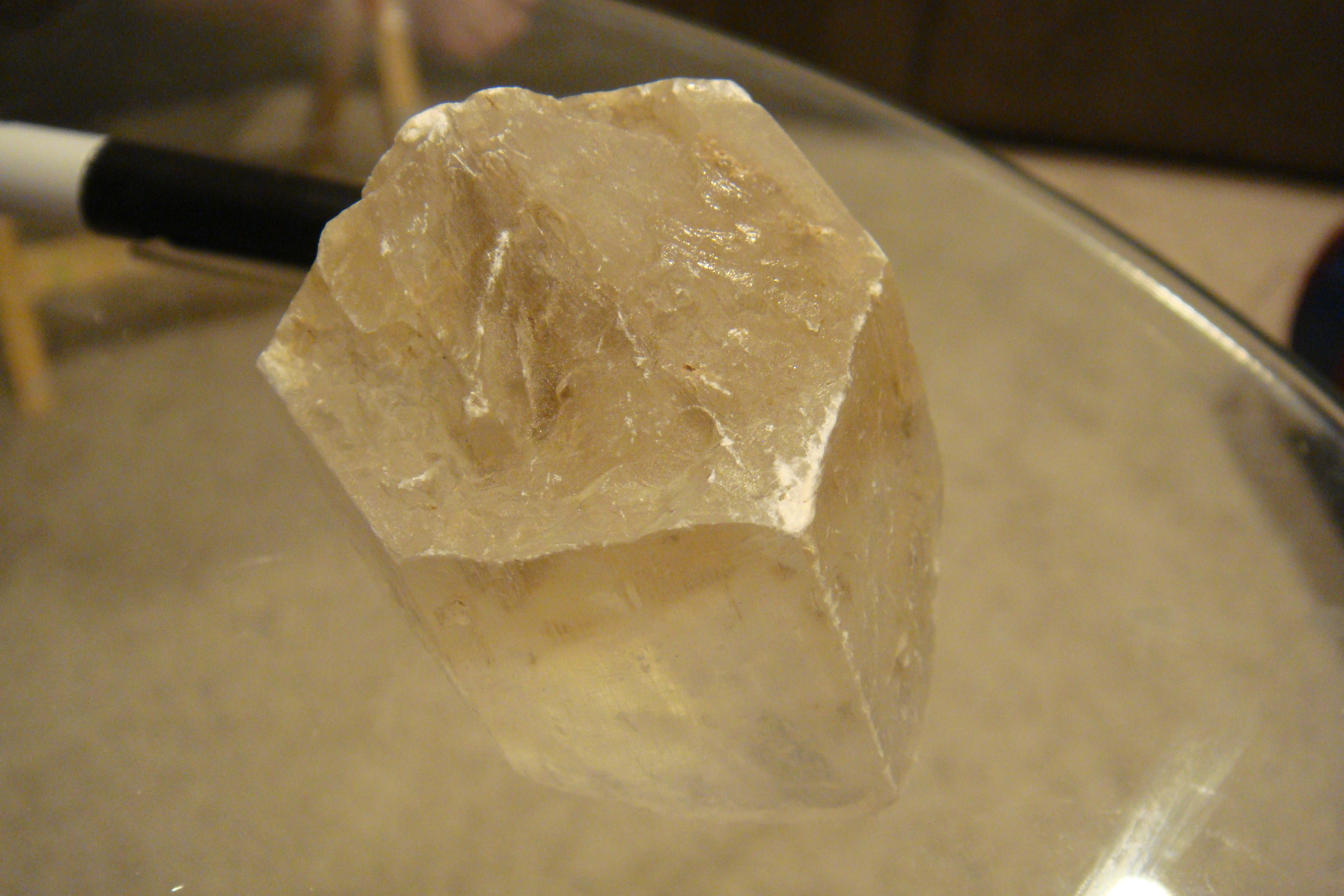
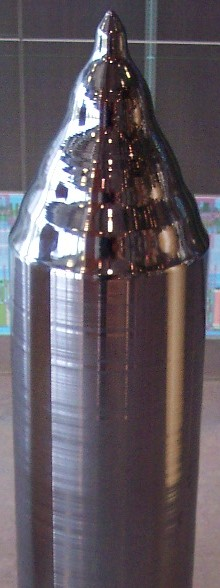